# Renato Valente
Renato Valente, nome d'arte di Mario Valente (Roma, 25 settembre 1924 – Roma, 18 ottobre 1989), è stato un attore italiano.

## Biografia
Ha interpretato ruoli di primo o secondo piano in alcuni film degli anni quaranta e cinquanta. Esordisce sullo schermo nel film Il cavaliere misterioso di Riccardo Freda del 1948 nel ruolo del conte Polsky. Nel 1950 è Giorgio nel film La figlia del mendicante di Carlo Campogalliani. Nel 1951 recita insieme a Silvana Pampanini e Delia Scala nel film Bellezze in bicicletta, sempre di Campogalliani, nel ruolo di Giulio Darelli, e nel film Destino di Enzo Di Gianni nel ruolo di Bruno. Appare per l'ultima volta sullo schermo nel 1954, con il suo vero nome.
È sepolto nel cimitero Flaminio a Roma.

## Filmografia
- Il cavaliere misterioso, regia di Riccardo Freda (1948)
- Il falco rosso, regia di Carlo Ludovico Bragaglia (1949)
- La figlia del mendicante, regia di Carlo Campogalliani (1950)
- Bellezze in bicicletta, regia di Carlo Campogalliani (1951)
- I misteri di Venezia, regia di Ignazio Ferronetti (1951)
- Destino, regia di Enzo Di Gianni e Domenico Gambino (1951)
- Fuoco nero, regia di Silvio Siano (1951)